# An Innocent Magdalene
An Innocent Magdalene é um filme de drama mudo norte-americano de 1916, dirigido por Allan Dwan e estrelado por Lillian Gish.
Atualmente é considerado um filme perdido.

## Sinopse
Filha de um fazendeiro sulista, Dorothy se apaixona por Stewart, um nortista viciado em jogatina. Como o pai não permite o casamento, eles fogem. Ela engravida, e Stewart promete mudar de vida, mas acaba preso e fica um ano na cadeia. Sozinha e sem esperanças, ela enfrenta o desprezo da família e ainda uma misteriosa mulher que afirma ser a legítima esposa de Stewart.

## Elenco
- Lillian Gish .... Dorothy Raleigh
- Spottiswoode Aitken .... Coronel Raleigh
- Sam De Grasse .... Forbes Stewart
- Mary Alden .... a mulher
- Seymour Hastings .... o pregador
- Jennie Lee .... Mammy
- William De Vaull .... Velho Joe